# Vizellopsis grevilleae
Vizellopsis grevilleae — вид грибів, що належить до монотипового роду Vizellopsis. Назва вперше опублікована 1969 року.
Знайдений на листках Grevillea exule в Новій Каледонії.
Має дрібні чорні тиреотеції, що формуються під темнобрунатним міцелієм. Клітини променисті. Поверхня плодового тіла з концентрично бугристою поверхнею
. 
2014 року рід віднесли до родини Asterinaceae. При цьому від інших родів родини він відрізняється сильно потовщеним та септованим міцелієм.